# Metal alternativ

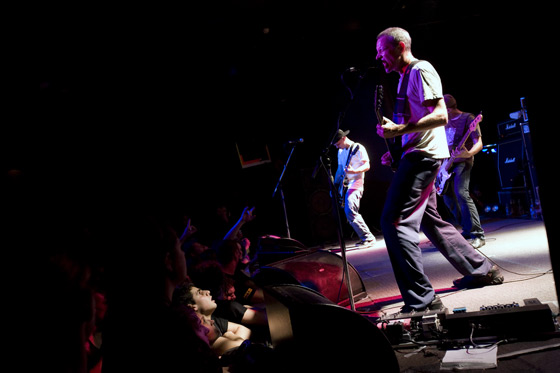
O influentă formație alternative metal, Helmet evoluând în Melbourne, 2008

Metal alternativ sau alternative metal (cunoscut și ca alt-metal), este un gen muzical fuzionat dintre heavy metal și alternative rock. Termenul alternative metal este în utilizare din anii 1980, iar stilul a devenit popular în anii 1990. Ulterior el a dat naștere altor câteva subgenuri, inclusiv nu metal.